# Андерсон, Артур
Артур Андерсон (англ. Arthur Anderson, 1792, Леруик, Шетландские острова — 1868, Норвуд, Лондон) — шотландский бизнесмен и политик. Один из основателей британской транспортной компании Peninsular and Oriental Steam Navigation Company.

## Биография
Служил в военно-морском флоте. После окончания войн с наполеоновской Францией в 1815 г. вышел в отставку. Сперва работал клерком в лондонской транспортной фирме Brodie McGhie Willcox. В 1822 году стал партнером владельцев этого предприятия и посвятил себя торговым предприятиям.
Участвовал в разработке морского бизнеса между Британией и государствами Пиренейского полуострова.
Благодаря связям с крупными судовладельцами, принял участие в снаряжении экспедиции, содействовавшей низвержению в Португалии владычества Дона-Мигеля. В 1835—1837 гг. занимался доставкой оружия и частей британского легиона для поддержки либералов и испанской королевы Изабеллы II против карлистов в Первой гражданской войне в Испании.
Один из деятельнейших членов лиги, образовавшейся для противодействия законам о хлебной торговле, издал ряд брошюр, в которых защищал свободу торговли.
Главным его предприятием было учреждение пароходного общества, установившего пароходные рейсы в Средиземное море, Индию, Китай, Австралию, Южную Америку и захватившего со временем в свои руки почти всё почтово-пассажирское сообщение между Англией и её колониями.
Пароходство Великобритании в значительной степени обязано А. Андерсону своим необыкновенным развитием. Он был также председателем Общества британских судовладельцев, имевшего целью покровительство и поощрение пароходства.
В 1847 г. Андерсон был избран в парламент представителем от Оркнейских и Шетландских островов, поддерживал в нëм либеральную партию при проведении акта о мореплавании и настаивал вообще на устранении всех ненужных ограничений, стесняющих свободу торговли. В 1852 оставил парламентскую деятельность.
На его средства было основано в Норвуде общество по содействию просвещению среди ремесленников; а в Леруике — учебное заведение для бедных детей, уроженцев Шетландских островов (теперь Anderson High School).
А. Андерсон принимал также деятельное участие в сооружении хрустального дворца, открытого в Сайденгэме в мае 1854 г. Умер 28 февраля 1868 г. в Норвуде, близ Лондона.